# Espèce vulnérable
Pour les articles homonymes, voir Vulnérable.

Symbole « vulnérable » de la liste rouge de l'UICN.

En biologie et en écologie, une espèce vulnérable (ou préoccupante) est une espèce en péril car ses caractéristiques biologiques la rendent particulièrement sensible aux menaces liées aux activités humaines ou à certains phénomènes naturels.
Ce terme désigne le statut donné à l'espèce quand le premier niveau de risque d'extinction est atteint. Si la menace d'extinction de cette espèce augmente, elle est alors qualifiée d'espèce en danger.
En Australie, la liste des espèces vulnérables est établie sur la base légale de l'Environment Protection and Biodiversity Conservation Act 1999 (EBPC act).
L'Union internationale pour la conservation de la nature (UICN) maintient également une liste mondiale des espèces menacées, indiquant le degré de risque. En 2019, 12 457 espèces sont classées dans la catégorie « espèce vulnérable ».

## Définition
Une espèce est vulnérable selon l'UICN si elle répond à au moins un des critères suivants :
- réduction des effectifs d'au moins 50 % sur 10 ans ou trois générations si les causes de cette diminution sont connues, réversibles et ont cessé, ou d'au moins 30 % si les causes ne sont pas certaines, non réversibles ou encore présentes ;
- zone d'occupation de moins de 2 000 km2, avec une population en déclin, très fluctuante ou fragmentée ;
- population de moins de 10 000 individus matures et en déclin continu ;
- population de moins de 1 000 individus matures ;
- probabilité d'extinction de l'espèce d'au moins 10 % dans les 100 ans à venir.